# Campeonato da Oceania Júnior de Atletismo de 2012
O Campeonato da Oceania Júnior de Atletismo de 2012 foi a 5ª edição da competição organizada pela Associação de Atletismo da Oceania para atletas com menos de 20 anos, classificados como júnior. O campeonato foi realizado em conjunto com o Campeonato da Oceania de Atletismo de 2012 entre os dias 27 a 29 de junho de 2012. Teve como sede o estádio Barlow Park, na cidade de Cairns, na Austrália.
Pela primeira vez, o campeonato foi dividido em duas regiões "Leste" e "Oeste", sendo concedida medalhas para ambas as regiões de forma distinta, com um total de 30 eventos na região leste (13 masculino, 17 feminino) e 35 eventos na região oeste (18 masculino, 17 feminino). 
Os estados Território do Norte e Queensland, ambos da Austrália, enviaram uma equipe combinada do "Norte da Austrália", o que inclui atletas que não foram escolhidos na equipe oficial Australiana. 

## Divisão leste

### Medalhistas
Os resultados completos podem ser encontrados no site da Associação de Atletismo da Oceania,  do Queensland Athletics  e na página da História do Atletismo Mundial Júnior. 
Masculino
| Evento                | Ouro                            | Ouro     | Prata                               | Prata   | Bronze                                  | Bronze |
| --------------------- | ------------------------------- | -------- | ----------------------------------- | ------- | --------------------------------------- | ------ |
| 100 metros            | Beniamino Maravu · Fiji         | 10.89    | Blair Grant · Nova Zelândia         | 11.11   | Siueni Filimone · Tonga                 | 11.19  |
| 200 metros            | Beniamino Maravu · Fiji         | 21.55    | Siueni Filimone · Tonga             | 22.55   | Grégory Bradai · Polinésia Francesa     | 22.73  |
| 400 metros            | Kemueli Waqa · Fiji             | 53.96    | Grégory Bradai · Polinésia Francesa | 54.08   | Namataiki Tevenino · Polinésia Francesa | 54.79  |
| 800 metros            | Alex Beddoes · Ilhas Cook       | 2:02.63  | Zubair Dean · Fiji                  | 2:06.77 |                                         |        |
| 1 500 metros          | Rick Mou · Polinésia Francesa   | 4:21.03  | Zubair Dean · Fiji                  | 4:36.60 |                                         |        |
| 5 000 metros          | Winsy Tama · Polinésia Francesa | 17:56.92 |                                     |         |                                         |        |
| Salto em altura       | Isikeli Waqa · Fiji             | 1.97     | Robin Hilaire · Polinésia Francesa  | 1.95    | Phillip Wyatt · Nova Zelândia           | 1.95   |
| Salto em comprimento  | Phillip Wyatt · Nova Zelândia   | 6.80     | William Cowper · Nova Zelândia      | 6.60    | Namataiki Tevenino · Polinésia Francesa | 6.15   |
| Salto triplo          | Phillip Wyatt · Nova Zelândia   | 15.12 w  | William Cowper · Nova Zelândia      | 13.96 w |                                         |        |
| Arremesso de peso     | Alex Fafeita · Nova Zelândia    | 15.39    | Jinnam Hopotoa · Niue               | 11.60   | Daniel Griffiths · Ilha Norfolk         | 10.38  |
| Lançamento de disco   | Alex Fafeita · Nova Zelândia    | 45.71    | Jinnam Hopotoa · Niue               | 41.70   |                                         |        |
| Lançamento do martelo | Alex Fafeita · Nova Zelândia    | 59.76    |                                     |         |                                         |        |
| Lançamento do dardo   | Jinnam Hopotoa · Niue           | 42.13    |                                     |         |                                         |        |

Feminino
| Evento                 | Ouro                                                                                | Ouro     | Prata                             | Prata   | Bronze                                  | Bronze  |
| ---------------------- | ----------------------------------------------------------------------------------- | -------- | --------------------------------- | ------- | --------------------------------------- | ------- |
| 100 metros             | Elenoa Sailosi · Fiji                                                               | 12.58    | Patricia Taea · Ilhas Cook        | 12.78   | Hereiti Bernardino · Polinésia Francesa | 13.09   |
| 200 metros             | Ellie McCleery · Nova Zelândia                                                      | 25.20    | Elenoa Sailosi · Fiji             | 25.60   | Brooke Cull · Nova Zelândia             | 26.30   |
| 400 metros             | Ellie McCleery · Nova Zelândia                                                      | 56.44    | Brooke Cull · Nova Zelândia       | 58.28   | Stephanie Dickins · Nova Zelândia       | 58.51   |
| 800 metros             | Maggie Unternahrer · Nova Zelândia                                                  | 2:13.81  | Katelyn Matthews · Nova Zelândia  | 2:15.58 | Mafikovi Mapa · Tonga                   | 2:38.65 |
| 1 500 metros           | Mereseini Naidau · Fiji                                                             | 4:49.93  |                                   |         |                                         |         |
| 5 000 metros           | Mereseini Naidau · Fiji                                                             | 19:42.40 |                                   |         |                                         |         |
| 100 metros barreiras   | MacKenzie Keenan · Nova Zelândia                                                    | 14.79    | Ashleigh Sando · Nova Zelândia    | 15.05   |                                         |         |
| 400 metros barreiras   | MacKenzie Keenan · Nova Zelândia                                                    | 62.98    | Stephanie Dickins · Nova Zelândia | 64.53   |                                         |         |
| 4×100 metros estafetas | Nova Zelândia · Ashleigh Sando · Brooke Cull · MacKenzie Keenan · Stephanie Dickins | 50.36    |                                   |         |                                         |         |
| 4×400 metros estafetas | Nova Zelândia · Brooke Cull · MacKenzie Keenan · Stephanie Dickins · Ellie McCleery | 4:04.44  |                                   |         |                                         |         |
| Salto em altura        | Ashleigh Sando · Nova Zelândia                                                      | 1.66     | Brianna Stephens · Ilha Norfolk   | 1.35    |                                         |         |
| Salto em comprimento   | Greer Alsop · Nova Zelândia                                                         | 5.69 w   | Jade Graham · Nova Zelândia       | 5.01    |                                         |         |
| Salto triplo           | Greer Alsop · Nova Zelândia                                                         | 11.78    | Miriama Senokonoko · Fiji         | 11.69   | Anna Thomson · Nova Zelândia            | 11.66   |
| Arremesso de peso      | Alexandra Morgan · Samoa Americana                                                  | 12.45    | Angella Betty Katepu · Tuvalu     | 8.53    | Brianna Stephens · Ilha Norfolk         | 6.62    |
| Lançamento de disco    | Alexandra Morgan · Samoa Americana                                                  | 46.79    | Angella Betty Katepu · Tuvalu     | 23.63   | Brianna Stephens · Ilha Norfolk         | 21.56   |
| Lançamento do martelo  | Rebecca Hodgson · Nova Zelândia                                                     | 50.94    |                                   |         |                                         |         |
| Lançamento do dardo    | Tori Peeters · Nova Zelândia                                                        | 45.49    | Patricia Taea · Ilhas Cook        | 37.40   |                                         |         |

### Quadro de medalhas região leste
| Ordem | País               | Medalha de ouro | Medalha de prata | Medalha de bronze | Total |
| ----- | ------------------ | --------------- | ---------------- | ----------------- | ----- |
| 1     | Nova Zelândia      | 17              | 8                | 4                 | 29    |
| 2     | Fiji               | 7               | 4                | 0                 | 11    |
| 3     | Polinésia Francesa | 2               | 2                | 4                 | 8     |
| 4     | Samoa Americana    | 2               | 0                | 0                 | 2     |
| 5     | Ilhas Cook         | 1               | 2                | 0                 | 3     |
| 5     | Niue               | 2               | 2                | 0                 | 3     |
| 7     | Tuvalu             | 0               | 2                | 0                 | 2     |
| 8     | Ilha Norfolk       | 0               | 1                | 30                | 4     |
| 9     | Tonga              | 0               | 1                | 2                 | 3     |
| Total | Total              | 30              | 23               | 13                | 65    |

### Participação região leste (não oficial)
Uma contagem não oficial rende o número de cerca de 44 atletas de 10 nacionalidades:
| - Samoa Americana (2) - Ilhas Cook (3) - Fiji (7) - Polinésia Francesa (7) | - Nova Zelândia (16) - Niue (1) - Ilha Norfolk (2) | - Samoa (2) - Tonga (3) - Tuvalu (1) |

## Divisão oeste

### Medalhistas
Esses foram os resultados da competição. 
Masculino
| Evento                 | Ouro                                                                          | Ouro     | Prata                                                                    | Prata    | Bronze                                | Bronze   |
| ---------------------- | ----------------------------------------------------------------------------- | -------- | ------------------------------------------------------------------------ | -------- | ------------------------------------- | -------- |
| 100 metros             | Sherome Sailor / Norte da Austrália                                           | 11.26    | Reginald Monagi · Papua-Nova Guiné                                       | 11.38    | Jimmy Harris · Nauru                  | 11.39    |
| 200 metros             | John Rivan · Papua-Nova Guiné                                                 | 22.24    | Avefa Junior · Papua-Nova Guiné                                          | 22.75    | Theo Piniau · Papua-Nova Guiné        | 22.77    |
| 400 metros             | John Rivan · Papua-Nova Guiné                                                 | 49.26    | Jordan Gusman · Austrália                                                | 49.90    | Theo Piniau · Papua-Nova Guiné        | 50.27    |
| 800 metros             | Jordan Gusman · Austrália                                                     | 1:53.13  | Matthew Werner / Norte da Austrália                                      | 1:55.57  | Alec Arnold · Austrália               | 1:57.59  |
| 1 500 metros           | William Ken · Papua-Nova Guiné                                                | 4:24.22  | James Maguire / Norte da Austrália                                       | 4:25.43  | Joshua Ilustre · Guam                 | 4:28.85  |
| 5 000 metros           | Rosefelo Siosi · Ilhas Salomão                                                | 16:37.27 | Henry Mabe · Ilhas Salomão                                               | 16:50.44 | John Aquino · Guam                    | 17:01.84 |
| 10 000 metros          | Rosefelo Siosi · Ilhas Salomão                                                | 35:16.39 | John Aquino · Guam                                                       | 36:45.15 |                                       |          |
| 110 metros barreiras   | Nicolas Raval · Guam                                                          | 15.75    |                                                                          |          |                                       |          |
| 400 metros barreiras   | Nicolas Raval · Guam                                                          | 59.77    |                                                                          |          |                                       |          |
| 4×100 metros estafetas | / Norte da Austrália Jonathan Ban Mark Edgerton Brenton Foster Sherome Sailor | 45.26    |                                                                          |          |                                       |          |
| 4×400 metros estafetas | / Norte da Austrália Daniel Ryan Mark Edgerton Jack Vollert Matthew Werner    | 3:36.56  | Guam · Nicolas Raval · Jordan Tingson · Rey John Flores · Joshua Ilustre | 3:45.94  |                                       |          |
| Salto em altura        | Jason Strano · Austrália                                                      | 1.97     | Brenton Foster / Norte da Austrália                                      | 1.93     | Shane Chapman / Norte da Austrália    | 1.91     |
| Salto em comprimento   | Matthew Free · Austrália                                                      | 6.97     | Hayden Clarke · Austrália                                                | 6.59     | Brenton Foster / Norte da Austrália   | 6.13     |
| Salto triplo           | Matthew Free · Austrália                                                      | 14.07 w  | Jason Strano · Austrália                                                 | 13.95 w  | Brenton Foster / Norte da Austrália   | 12.90 w  |
| Arremesso de peso      | Alexander Dalton / Norte da Austrália                                         | 12.89    | Reginald Monagi · Papua-Nova Guiné                                       | 12.84    | Jonathan Detagiowa · Nauru            | 12.78    |
| Lançamento de disco    | Reginald Monagi · Papua-Nova Guiné                                            | 40.56    | Jonathan Detagiowa · Nauru                                               | 40.23    | Alexander Dalton / Norte da Austrália | 39.29    |
| Lançamento do martelo  | Alexander Dalton / Norte da Austrália                                         | 48.61    | Jonathan Detagiowa · Nauru                                               | 28.62    |                                       |          |
| Lançamento do dardo    | Nathaniel Gardiner · Austrália                                                | 52.02    | Reginald Monagi · Papua-Nova Guiné                                       | 48.06    | Liam Spannenburg · Austrália          | 47.39    |

Feminino
| Evento                 | Ouro                                                                        | Ouro     | Prata                                                                          | Prata    | Bronze                                | Bronze  |
| ---------------------- | --------------------------------------------------------------------------- | -------- | ------------------------------------------------------------------------------ | -------- | ------------------------------------- | ------- |
| 100 metros             | Lovelite Detenamo · Nauru                                                   | 12.36    | Cristina Smundin / Norte da Austrália                                          | 12.71    | Adrine Monagi · Papua-Nova Guiné      | 12.76   |
| 200 metros             | Courtney Geraghty · Austrália                                               | 25.49    | Adrine Monagi · Papua-Nova Guiné                                               | 26.15    | Cristina Smundin / Norte da Austrália | 26.23   |
| 400 metros             | Courtney Geraghty · Austrália                                               | 57.33    | Zoe Bogiatzis · Austrália                                                      | 59.46    | Tehilah Womola · Papua-Nova Guiné     | 60.55   |
| 800 metros             | Tuna Tine · Papua-Nova Guiné                                                | 2:15.18  | Poro Gahekave · Papua-Nova Guiné                                               | 2:20.00  | Jenny Albert · Papua-Nova Guiné       | 2:22.16 |
| 1 500 metros           | Tuna Tine · Papua-Nova Guiné                                                | 4:50.19  | Jenny Albert · Papua-Nova Guiné                                                | 4:50.22  | Poro Gahekave · Papua-Nova Guiné      | 4:53.12 |
| 5 000 metros           | Cecilia Kuman · Papua-Nova Guiné                                            | 19:34.08 | Gethrude Joe · Papua-Nova Guiné                                                | 19:34.13 |                                       |         |
| 100 metros barreiras   | Bree-Anna Schneider · Austrália                                             | 15.24    | Heidi Steinmann / Norte da Austrália                                           | 16.07    | Alexandria Daughtry · Guam            | 17.02   |
| 400 metros barreiras   | Zoe Bogiatzis · Austrália                                                   | 67.59    | Alexandria Daughtry · Guam                                                     | 69.19    | Sierra Daughtry · Guam                | 70.96   |
| 4×100 metros estafetas | Guam · Naomi Blaz · Regine Tugade · Alexandria Daughtry · Raquel Walker     | 52.14    | / Norte da Austrália Sophia Power Rita Fontaine Hayley Strano Cristina Smundin | 53.92    |                                       |         |
| 4×400 metros estafetas | / Norte da Austrália Sophia Power Hayley Strano Zoe Henderson Rita Fontaine | 4:13.95  | Guam · Sierra Daughtry · Alexandria Daughtry · Regine Tugade · Naomi Blaz      | 4:21.38  |                                       |         |
| Salto em altura        | Ashley Kosanovic / Norte da Austrália                                       | 1.72     | Kate Atwell · AustráliaTeagan Harris · / Norte da Austrália                    | 1.63     |                                       |         |
| Salto em comprimento   | Hayley Strano / Norte da Austrália                                          | 5.36 w   | Cristina Smundin / Norte da Austrália                                          | 5.10     | Tegan Rooke / Norte da Austrália      | 5.06 w  |
| Salto triplo           | Hayley Strano / Norte da Austrália                                          | 11.00    | Tegan Rooke / Norte da Austrália                                               | 10.78    |                                       |         |
| Arremesso de peso      | Brianna Bortolanza / Norte da Austrália                                     | 11.78    | Paige Harrison · Austrália                                                     | 9.96     | Adrienne Worth · Austrália            | 9.37    |
| Lançamento de disco    | Brianna Bortolanza / Norte da Austrália                                     | 38.64    | Adrienne Worth · Austrália                                                     | 36.97    | Heidi Hatch / Norte da Austrália      | 31.60   |
| Lançamento do martelo  | Kaysanne Hockey · Austrália                                                 | 48.29    | Madeline MacFarlane / Norte da Austrália                                       | 39.70    | Brianna Smith / Norte da Austrália    | 39.04   |
| Lançamento do dardo    | Li'amwar Rangamar · Marianas Setentrionais                                  | 35.31    |                                                                                |          |                                       |         |

### Quadro de medalhas região oeste
| Ordem | País                   | Medalha de ouro | Medalha de prata | Medalha de bronze | Total |
| ----- | ---------------------- | --------------- | ---------------- | ----------------- | ----- |
| 1     | / Norte da Austrália   | 11              | 10               | 8                 | 29    |
| 2     | Austrália              | 10              | 7                | 3                 | 20    |
| 3     | Papua-Nova Guiné       | 7               | 8                | 6                 | 21    |
| 4     | Guam                   | 3               | 4                | 4                 | 11    |
| 5     | Ilhas Salomão          | 2               | 1                | 0                 | 3     |
| 6     | Nauru                  | 1               | 2                | 2                 | 5     |
| 7     | Marianas Setentrionais | 1               | 0                | 0                 | 1     |
| Total | Total                  | 35              | 32               | 23                | 90    |

### Participação região oeste (não oficial)
Uma contagem não oficial gerou o número de cerca de 94 atletas de 8 países. Além disso, uma equipe combinada do Norte da Austrália, incluindo atletas dos estados Território do Norte e do Queensland, participou.
| - Austrália (16) - Guam (11) - Kiribati (4) | - Nauru (5) - Marianas Setentrionais (5) - Papua-Nova Guiné (13) | - Ilhas Salomão (5) - Vanuatu (2) - / Norte da Austrália (33) |